# Arnica mallotopus
Arnica mallotopus là một loài thực vật có hoa trong họ Cúc. Loài này được (Franch. & Sav.) Makino mô tả khoa học đầu tiên năm 1897.